# Cathrine Svendsen
Cathrine Roll-Matthiesen (Porsgrunn, 23 de setembro de 1967) é uma ex-handebolista profissional norueguesa, medalhista olímpica.
Cathrine Svendsen fez parte da geração medalha de prata de Seul 1988 e Barcelona 1992.